# رولف گایگر
رولف گایگر (انگلیسی: Rolf Geiger؛ زادهٔ ۱۶ اکتبر ۱۹۳۴) بازیکن فوتبال اهل آلمان است.
از باشگاه‌هایی که در آن بازی کرده‌است می‌توان به باشگاه فوتبال اشتوتگارت اشاره کرد.
وی همچنین در تیم ملی فوتبال آلمان بازی کرده‌است.